# Ivo Antônio Calliari
Ivo Antônio Calliari (Cacique Doble, 17 de julho de 1918 — Rio de Janeiro, 2 de agosto de 2005) foi um sacerdote católico da Arquidiocese do Rio de Janeiro, cura emérito da Catedral de São Sebastião, do Rio de Janeiro.
Foi o responsável pela construção da Catedral do Rio de Janeiro, na Avenida Chile. Autor da ideia, foi também o coordenador das obras de edificação do templo.
Foi secretário particular do Cardeal Jaime Câmara, de quem escreveu uma biografia.